# Antigua och Barbuda i olympiska sommarspelen 1976
Antigua och Barbuda deltog i de olympiska sommarspelen 1976 med en trupp bestående av tio deltagare, samtliga män, vilka deltog i elva tävlingar i två sporter. Ingen av landets deltagare erövrade någon medalj.

## Cykling
Herrarnas sprint
- Patrick Spencer
  - Heat — 3:e plats
  - Återkval — 3:e plats (→ gick inte vidare)

Herrarnas förföljelse
- Donald Christian
  - Kval — Fullföljde inte (→ gick inte vidare)

Herrarnas tempolopp
- Donald Christian
  - Kval — Fullföljde inte → gick inte vidare)

## Friidrott
Bana och väg
| Idrottare                                                     | Gren       | Heat     | Heat      | Kvartsfinal      | Kvartsfinal      | Semifinal        | Semifinal        | Final            | Final            |
| Idrottare                                                     | Gren       | Resultat | Placering | Resultat         | Placering        | Resultat         | Placering        | Resultat         | Placering        |
| ------------------------------------------------------------- | ---------- | -------- | --------- | ---------------- | ---------------- | ---------------- | ---------------- | ---------------- | ---------------- |
| Cuthbert Jacobs                                               | 200 m      | 21.50    | 2 Q       | 21.33            | 6                | Gick inte vidare | Gick inte vidare | Gick inte vidare | Gick inte vidare |
| Fred Sowerby                                                  | 400 m      | 48.12    | 5 Q       | 48.03            | 7                | Gick inte vidare | Gick inte vidare | Gick inte vidare | Gick inte vidare |
| Conrad Mainwaring                                             | 110 m häck | 15.54    | 8         | Gick inte vidare | Gick inte vidare | Gick inte vidare | Gick inte vidare | Gick inte vidare | Gick inte vidare |
| Conrad Mainwaring                                             | 400 m häck | 54.67    | 6         | Gick inte vidare | Gick inte vidare | Gick inte vidare | Gick inte vidare | Gick inte vidare | Gick inte vidare |
| Calvin Greenaway Paul Richards Everton Cornelius Elroy Turner | 4 x 100 m  | 41.84    | 7         | i.u.             | i.u.             | Gick inte vidare | Gick inte vidare | Gick inte vidare | Gick inte vidare |
| Cuthbert Jacobs Paul Richards Elroy Turner Fred Sowerby       | 4 x 400 m  | 3:09.66  | 8         | i.u.             | i.u.             | i.u.             | i.u.             | Gick inte vidare | Gick inte vidare |

Fältgrenar
| Idrottare        | Gren      | Kval  | Kval      | Final            | Final            |
| Idrottare        | Gren      | Längd | Placering | Längd            | Placering        |
| ---------------- | --------- | ----- | --------- | ---------------- | ---------------- |
| Calvin Greenaway | Längdhopp | 6.96  | 29        | Gick inte vidare | Gick inte vidare |
| Maxwell Peters   | Tresteg   | 14.94 | 21        | Gick inte vidare | Gick inte vidare |